# Gordana Gadžić
Gordana Gadžić (Beograd, 21. kolovoza 1955.) je srbijanska i hrvatska glumica.

## Životopis

### Karijera
Diplomirala je glumu u klasi prof. Miroslava Minje Dedića na Fakultetu dramskih umetnosti u Beogradu. Za samostalni diplomski rad (lady Macbeth) nagrađena je kao najbolji student generacije. Surađivala je s gotovo svim beogradskim kazalištima, glumila u oko tridesetak filmova, nekoliko TV-serija i TV-drama. Dobitnica je Zlatne arene 1986. za ulogu u filmu Tajvanska kanasta u režiji Gorana Markovića.

### Osobni život
Gordana Gadžić je od 1992. stalno nastanjena u Zagrebu, gdje nastavlja svoj umjetnički rad. Godine 1998., zajedno sa suprugom Ivicom Vidovićem osniva Kazališnu družinu Teatar Rugantino, u okviru koje producira i glumi u desetak predstava.

## Uloge

### Kazalište
- "Macbeth" – lady Macbeth, Shakespeare fest Subotica, /režija Zlatko Sviben/
- "Ljepotica i zvijer" - uloga Ljepotice, Pozorište Boško Buha /režija Miroslav Belović/
- "Hobit"; Pinokio - Pozorište Boško Buha, /režija Paolo Magelli/
- "Kraljeva jesen" - uloga Simonide, NP u Užicu, /režija Slobodan Rakitić/
- "San ivanjske noći" - Titanija, Pozorište dvorište, /režija Petar Zec/
- "Markiza de Sade" - madame de Saint Fauont, JDP, /režija Radmila Vojvodić/
- "Svunoć da se bolimo" - DK Đuro Salaj
- "Čekajući tvoje pismo" - Atelje 212, /režija Miroslav Belović/
- "Zbogom Judo" - uloga Komesar, DK Studentski grad, /režija Egon Savin/
- "Tetovirane duše" - Zvezdara teatar /režija Slobodan Unkovski/
- "Starci" – Teatar Rugantino, /režija Ivica Vidović - Špiro Guberina/
- "Ay, Carmela" – Carmela, Teatar Rugantino, /režija Robert Raponja/
- "Staklena sirena" – Teatar Garage /režija William Glute/
- "Regnum Novum" – INK Pula /režija Robert Raponja/
- "Anđeli Babilona" – D.K.Gavella, /režija Božidar Violić/
- "Uho, grlo, nož" – Tonka, Teatar Rugantino   /režija Hana Veček/
- "Antigona u New Yorku" – Anita, Teatar Rugantino /režija Joško Juvančić/
- "Pijani proces" - uloga Raskoljnikova, /režija Ivica Buljan/
- "Bog masakra" - uloga Véronique, Teatar Rugantino, /režija Franka Perković/
- "Terapija" - uloge žene i kučke, Teatar Rugantino, /režija Maja Šimić/

### Televizija
- "Sivi dom" kao gazdina kćer (1986.)
- "Vuk Karadžić" kao Milica Stojadinović (1988.)
- "Pilot u travi" kao Komšinica (1991.)
- "Naša mala klinika" kao Klaudija (2007.)
- "Naša mala klinika" (srpska verzija) kao Zdenka (2008.)
- "Odmori se, zaslužio si" kao Moni (2008.)
- "Larin izbor" kao guvernanta Danica (2012. – 2013.)
- "Počivali u miru" kao Morana Tomić (2013.)
- "Crno-bijeli svijet" kao Sonja (2016.)
- "Novine" kao Marija Lulić (2020.)

### Film
- "Berlin kaputt" (1981.)
- "Žena" (1981.)
- "Dečko koji obećava" kao Ljubica (1981.)
- "Stepenice za nebo" kao Gordana (1983.)
- "Tajvanska kanasta" kao Ivanka (1985.)
- "Šest dana juna" kao Fatima (1985.)
- "Vrenje" kao Tatjana Marinić-Cvijić (1986.)
- "Crna Marija" kao Seka (1986.)
- "Pogrešna procena" (1987.)
- "Već viđeno" kao Mihailova majka (1987.)
- "Uvek spremne žene" kao Lujka (1987.)
- "Neka čudna zemlja" kao slikareva sestra (1988.)
- "Vila orhideja" kao Irena (1988.)
- "Čovjek koji je volio sprovode" kao Elza Župan (1989.)
- "Orao" kao Zlatka (1990.)
- "Noćni igrači" kao Nataša Andrić (1990.)
- "Pariz-Istra" (1991.)
- "Olovna pričest" (1995.)
- "Urnebesna tragedija" kao Ruža (1995.)
- "Treća žena" kao gospođica Kurtek (1997.)
- "Dobrodošli u Sarajevo" kao gospođa Savić (1997.)
- "Kraljica noći" kao Tomina majka (2001.)
- "Konjanik" kao Begovica (2003.)
- "Moram spavat', anđele" kao Marija (2007.)
- "Lokalni vampir" (2011.)
- "Halimin put" kao Zora (2012.)
- "Top je bio vreo" kao Štefica (2014.)
- "Točka zarez" kao Davidova majka (2017.)
- "Koja je ovo država" kao Živojinova supruga Suzana (2018.)

## Vanjske poveznice
- Gordana Gadžić u internetskoj bazi filmova IMDb-u (engl.)
- Biografija na Rugantino.hr  Arhivirana inačica izvorne stranice od 30. lipnja 2020. (Wayback Machine)